# Stazione di Calopezzati
Stazione di Calopezzati vasútállomás Olaszországban, Calopezzati településen.

## Vasútvonalak
Az állomást az alábbi vasútvonalak érintik:
- Jonica-vasútvonal

## Kapcsolódó állomások
A vasútállomáshoz az alábbi állomások vannak a legközelebb:
- Stazione di Mandatoriccio-Campana
- Stazione di Mirto-Crosia